# Panhard VBL
A VBL (Véhicule Blindé Léger) a francia Panhard által kifejlesztett és gyártott 4×4 hajtásképletű terepjáró személygépkocsi, melyet a francia hadsereg megrendelésére fejlesztettek ki, elsősorban felderítési és diverziós célokra. A jármű többféle kialakításban került rendszeresítésre, és úgy tervezték meg, hogy a Peugeot VLTT terepjáró képességeinél ne legyen rosszabb, részlegesen alkatrészazonos legyen, továbbá kézifegyverekkel, tüzérségi repeszekkel szemben védettebb legyen és ABV-szennyezett környezetben is üzemeljen.
A jármű kétjáratú, azaz teljesen úszóképes, 5,4 km/h-s sebességgel képes a vízfelszínen haladni. Légi szállításra is alkalmas, LAPES-szel palettával dobható C–130, C–160 és A400M teherszállító repülőgépekből is. Az 1980-as években fejlesztették ki és 1990-ben állt hadrendbe a francia haderőben. Átlagos üzemanyag-fogyasztása 16 liter gázolaj 100 km-en, felszerelésétől függően 2-3 főt szállíthat.
Franciaországi hadrendbe állása óta több afrikai, közel-keleti és ázsiai konfliktusban is részt vett. Számos hadseregben rendszeresítették, legnagyobb külföldi üzemeltetője Görögország.